# Alfred D. Hershey
Alfred Day Hershey (4. prosinca, 1908. – 22. svibnja, 1997.) bio je američki bakteriolog i genetičar koji je 1969.g. Nobelovu nagradu za fiziologiju ili medicinu. Nagradu je podijelio zajedno s još dvojicom znanstvenika: Salvador E. Luria i Max Delbrück. 
Rođen je u mjestu Owosso, Michigan. Diplomirao je kemiju na Sveučilištu Michigan 1930., a 1934. magistrirao bakteriologiju.
Istraživo je bakteriofage sa znanstvenicima Salvadorom Luriom i Maxom Delbrückom, te su 1940. zapazili da dva različita soja bakteriofaga, koja su zarazila istu bakteriju, mogu razmijeniti genetičke podatke.
Zajedno s asistenticom Marthom Chase preselio je u Cold Spring Harbor, New York 1950. kada se zaposlio u odjelu za genetiku organizacije "Carnegie Institution of Washington", gdje su 1952. zajedno izveli poznati Hershey–Chase pokus. Pokus je dao dodatne dokaze da je DNK, a ne protein genetički materijal života. Do tada je bilo uvriježeno mišljenje da su proteini nosioci nasljeđa, a ne DNK (za koju se znalo od 1869.g.). 
Pokusom su dokazali da bakteriofagi (bakterijski virusi) koji se sastoje od proteina i DNK, kada inficiraju bakterije, DNK ulazi u bakteriju dok veći dio proteina ne ulazi, što je ukazivalo u korist DNK kao nosioca nasljeđa.
Godine 1962. postao je ravnatelj organizacije "Carnegie Institution", 1969. je podijelio Nobelovu nagradu.
Sa suprugom Harriet (1918-2000) imao je jedno dijeta, sina (Peter Manning Hershey, 1956-1999). Preminuo je 22.05.1997. u dobi od 88 godina.

## Vanjske poveznice
- Nobelova nagrada - životopis(engl.)